# 那覇タワー
那覇タワー（なはタワー）は、かつて沖縄県那覇市牧志に建っていた塔である。高さ82.6m。竣工の1973年から長らく国際通りのランドマークタワー的存在であった。商業施設及び雑居ビルであったが2008年に閉鎖され、2014年に解体された。

## 特徴
タワーは地下2階から地上19階のタワー棟と地下2階から地上7階の立体駐車場棟からなる。後に立体駐車場棟はタワー棟と一体化し「FASHION CITY MAXY」として商業施設となる。立体駐車場棟はエレベーターフロアをはさんで二つに分かれており高低差もあったため、各階へ移動する際エレベーター・階段のほかに車の通路を改良したスロープがあった。

## 歴史
- 1973年 - 建築家金城信吉によりタワー棟が竣工[1]。
- 1982年 - ファッションシティ・マキシーとして駐車場棟がリニューアル、以後、沖縄の若者文化を一時はリードする[2]。
- 1999年 - 運営会社の那覇タワー株式会社の親会社である宝観光開発が破産。テナントは営業を継続。
- 2001年 - 土地・建物を合資会社コンパドールに売却。
- 2003年 - ファッションビル「COM*D」(コムディ)としてリニューアル。
- 2006年 - 株式会社ゼファーに所有権が移り、「ゼファー那覇タワー」と改名。
- 2008年7月18日 - 株式会社ゼファーが民事再生法の適用を申請し経営破綻。
- 2008年8月31日 - この日をもってテナント全ての営業が終了、閉鎖される。
- 2011年8月22日 - 株式会社イントランスに所有権が移転[3]。
- 2014年7月2日 - グリーンホテル・ズ コーポーレションへ売却[4]。
- 2014年8月19日 - 解体工事開始を発表。2014年10月に建物の取り壊し作業に入り、2015年11月に完全に姿を消した。なお、解体中に作業員が1人事故で亡くなっている[5][6]。